# Астраханський міст (старий)
Стари́й Астраха́нський міст (або Залізничний Астраханський міст, Трусовський міст; рос. Старый Астраханский мост) — комбінований (залізнично-автомобільний) розвідний міст через річку Волга у нижній її течії у межах міста Астрахань Астраханської області Російської Федерації. Один із 38 міських мостових конструкцій. Для проходження суден річкою під мостом використовуються прольоти, які здатні до вертикального руху.
Міст розташований на 420 км перегону Трусово—Кутум ділянки Червленна-Вузлова—Астрахань, на 3045 км річки Волга, рахуючи від Московського Південного порту. Зводився спочатку як залізничний, але пізніше був переобладнаний і для автомобільного транспорту.

## Історія

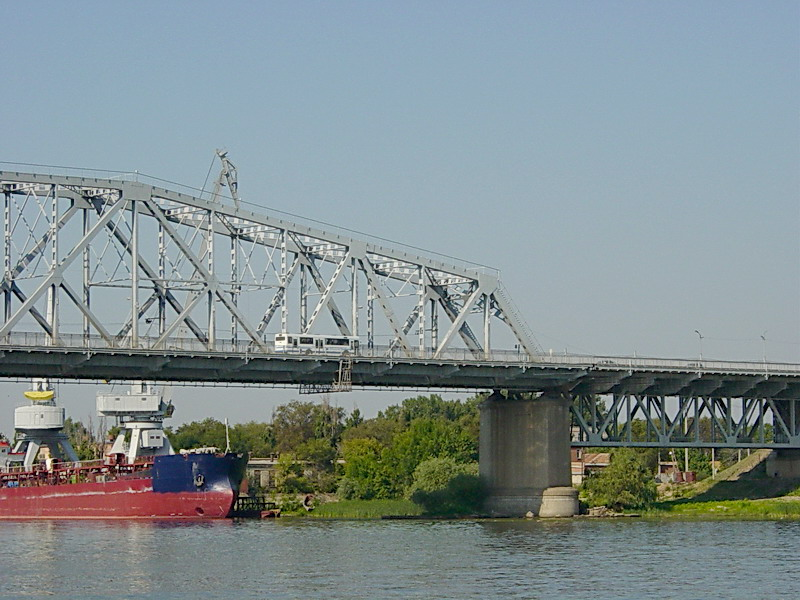
Вигляд на міст із заходу

У липні 1942 року, в роки Другої світової війни, для забезпечення безперебійних залізничних перевезень Астраханський міськком оборони прийняв постанову про будівництво залізничного мосту через річку Волга в межах Астрахані. Будівництво повинні були провести в найкоротші терміни, для чого таким організаціям як Наркомрічфлот, Управлінню місцевого річкового флоту, Рейдтехфлоту, Астраханському порту та іншим наказано було надавати будь-яку допомогу у першу чергу. Спочатку для будівництва були передані баржі, буксирні катери, плавучі крани для роботи по зведенню річкових опор. У триденний термін Нарімановський райком ВКП(б) та Нарімановська районна рада надали будівлю для службово-технічних цілей і розмістили прибулих на будівництво батальйон залізничних військ.
На будівництво мосту були мобілізовані сотні осіб, для проживання яких у районі Трусова, рибокомбінату імені Мікояна, станцій Астрахань-1 та Астрахань-2 було виділено житло. Близько 500 робітників було розміщено у селі Кануково. Для робо, артелі забезпечили робітників посудом, будували їдальні. Проводилось безперебійне постачання продуктами та тютюном. на місцевих підприємствах виготовляли сваї, труби, деталі із чавуну, надавались у користування крани, проводили розпилювання лісу. Військово-морська база Вользо-Каспійської флотилії надала для будівництва матеріали для підривних робіт на льоду. Спочатку будівництво тимчасової конструкції такими темпами мали закінчити у травні 1943 року, але через першочерговість та терміновість воно було закінчене у грудні 1942 року, про що свідчить телефонограма до ЦК ВКП(б) 4 січня 1943 року.
У повоєнний час на засіданні Астраханського обкому ВКП(б) 23 травня 1949 року постало питання про закінчення робіт з будівництва мосту. Результатом стала постанова, в якій зазначалось про будівництво мосту як першочергової та ударної «стройки» області. Остаточне закінчення будівництва мосту було відмічене 1951 року рішенням Ради міністрів СРСР. На другому етапі зведення було витрачено 218440 карбованців, задіяно 918 робітників та 134 інженери. Всі роботи проводились містзагоном № 3 та Сталінградським управлінням будівельно-відновлюваних робіт. 8 квітня 1952 року по мосту було відкрито залізничний рух. Для можливості руху автотранспорту мостом, розпочались роботи по його реконструкції. Комбінований міст був зданий в експлуатацію у вересні того ж року.
У 2007–2009 роках будівельна компанія СК «Мост» провела капітальний ремонт мосту. Були посилені підводні конструкції, встановлено кабельний місток вертикально-підйомного прольоту. У жовтні 2008 року за рахунок Приволзької залізниці було встановлено художню підсвітку ферм мосту.